# Rhysodromus fallax
Espèce
Synonymes
- Philodromus fallax Sundevall, 1833
- Philodromus deletus O. Pickard-Cambridge, 1863
- Philodromus arenarius Menge, 1875
- Philodromus omercooperi Denis, 1947

Rhysodromus fallax est une espèce d'araignées aranéomorphes de la famille des Philodromidae.

## Distribution
Cette espèce se rencontre en zone paléarctique.

## Description
Les mâles mesurent de 3 à 4 mm et la femelle 5,1 mm.

## Publication originale
- Sundevall, 1833 : Svenska spindlarnes beskrifning. Fortsättning och slut. Bihang till Kongliga Svenska Vetenskaps-Akademiens Handlingar, vol. 1832, p. 172-272 (texte intégral).